# Ljulin (bergskedja)
Ljulin (bulgariska: Люлин) är en bergskedja i Bulgarien.   Den ligger i regionen Pernik, i den västra delen av landet, 20 km väster om huvudstaden Sofia.
I omgivningarna runt Ljulin växer i huvudsak lövfällande lövskog. Runt Ljulin är det ganska tätbefolkat, med 199 invånare per kvadratkilometer.